# Bilo (Cetingrad)
 Bilo   falu Horvátországban Károlyváros megyében. Közigazgatásilag Cetingradhoz tartozik.

## Fekvése
Károlyvárostól 42 km-re délkeletre, községközpontjától 5 km-re délnyugatra, a Kordun területén fekszik.

## Története
A településnek 1857-ben 487, 1900-ban 282 lakosa volt. Trianonig Modrus-Fiume vármegye Szluini járásához tartozott. 2011-ben 16 lakosa volt.

## Lakosság
| Lakosság változása | Lakosság változása | Lakosság változása | Lakosság változása | Lakosság változása | Lakosság változása | Lakosság változása | Lakosság változása | Lakosság változása | Lakosság változása | Lakosság változása | Lakosság változása | Lakosság változása | Lakosság változása | Lakosság változása | Lakosság változása |
| ------------------ | ------------------ | ------------------ | ------------------ | ------------------ | ------------------ | ------------------ | ------------------ | ------------------ | ------------------ | ------------------ | ------------------ | ------------------ | ------------------ | ------------------ | ------------------ |
| 1857               | 1869               | 1880               | 1890               | 1900               | 1910               | 1921               | 1931               | 1948               | 1953               | 1961               | 1971               | 1981               | 1991               | 2001               | 2011               |
| 487                | 0                  | 0                  | 526                | 282                | 0                  | 0                  | 0                  | 229                | 213                | 163                | 144                | 0                  | 0                  | 58                 | 16                 |